# Manticora latipennis
Manticora latipennis là một loài bọ cánh cứng thuộc họ Carabidae đặc hữu của Transvaal, Bechuanaland, Ngami và Damaraland ở Châu Phi.

## Hình ảnh

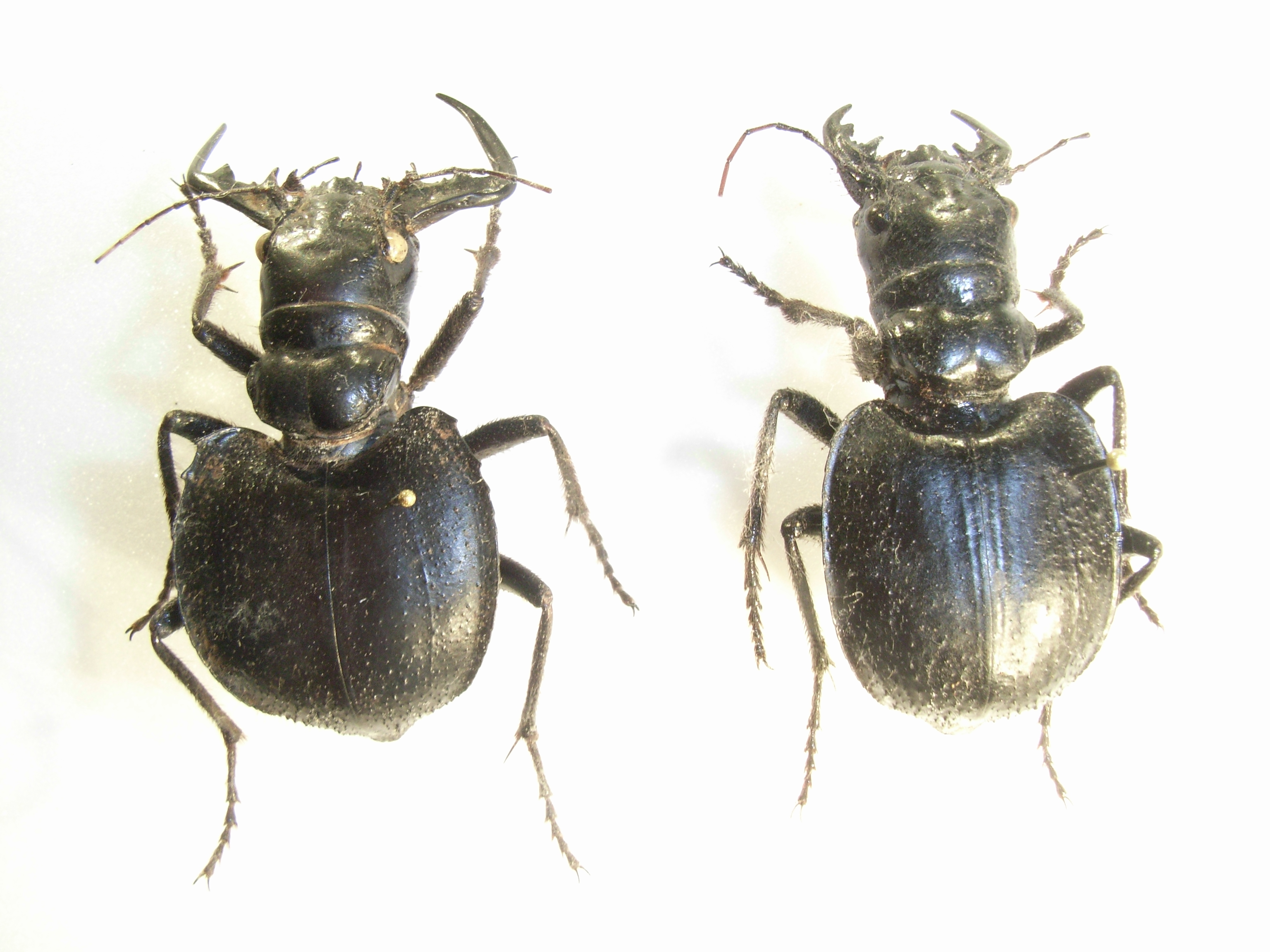
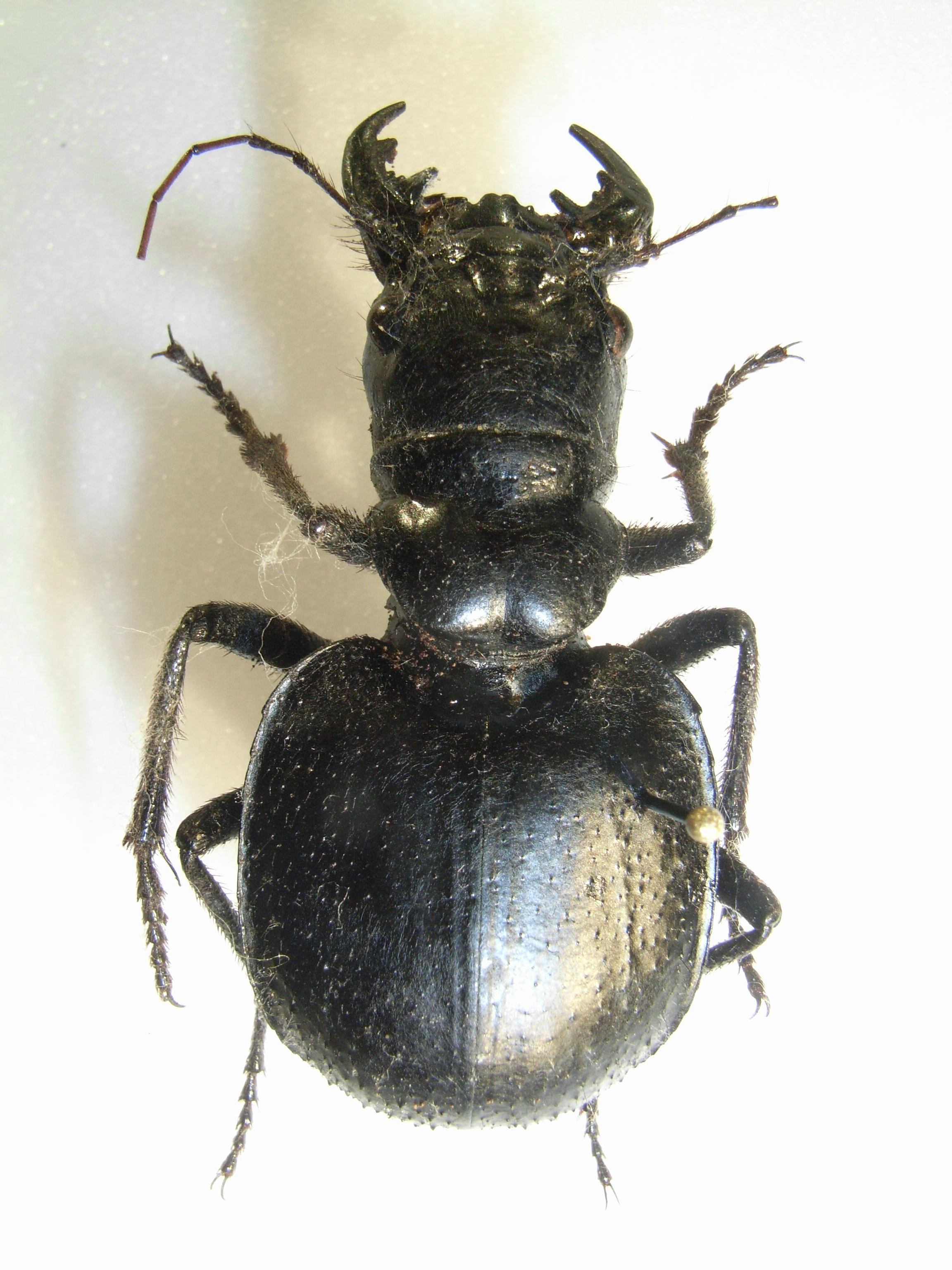
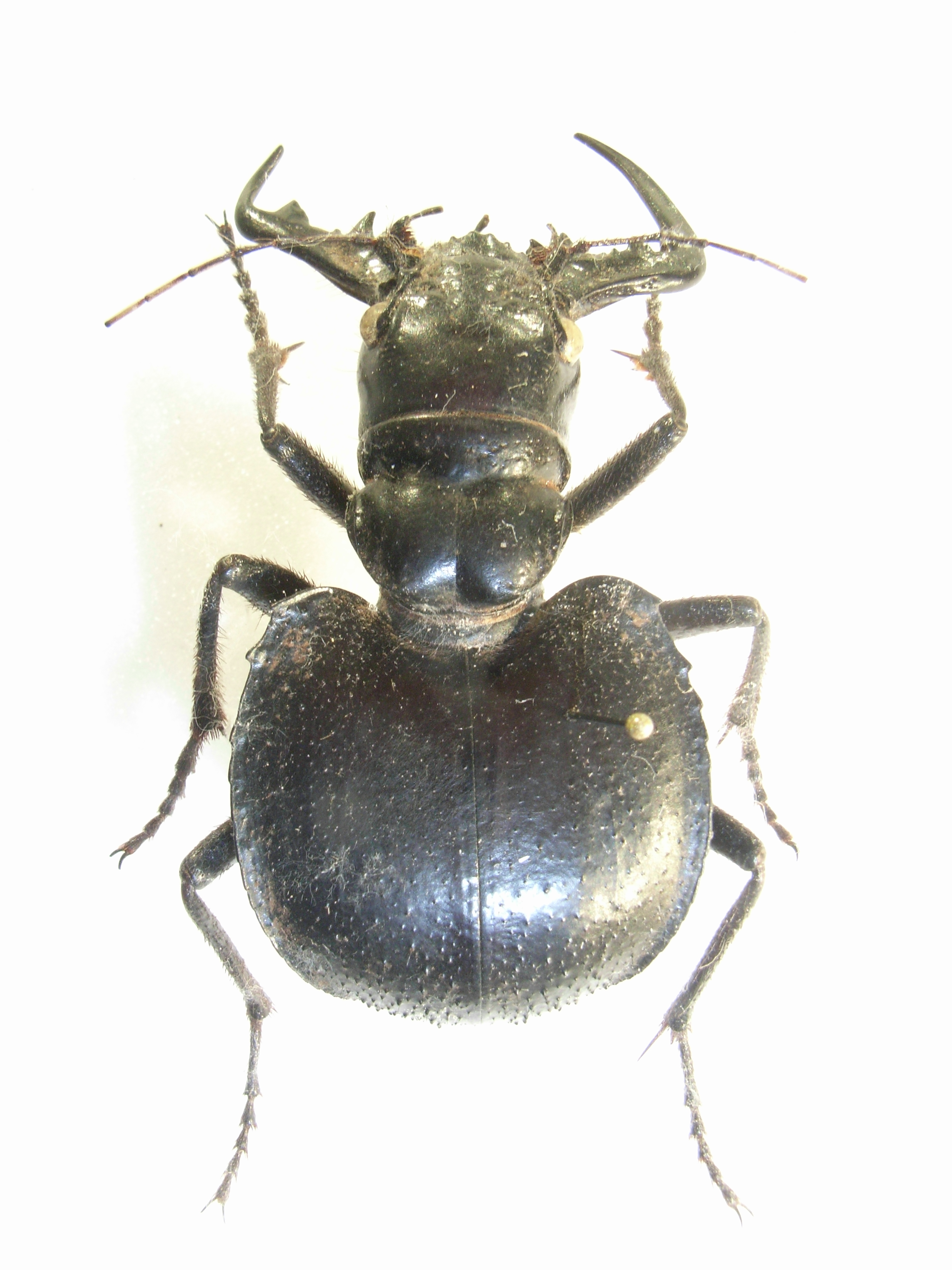